# 腸道菌群

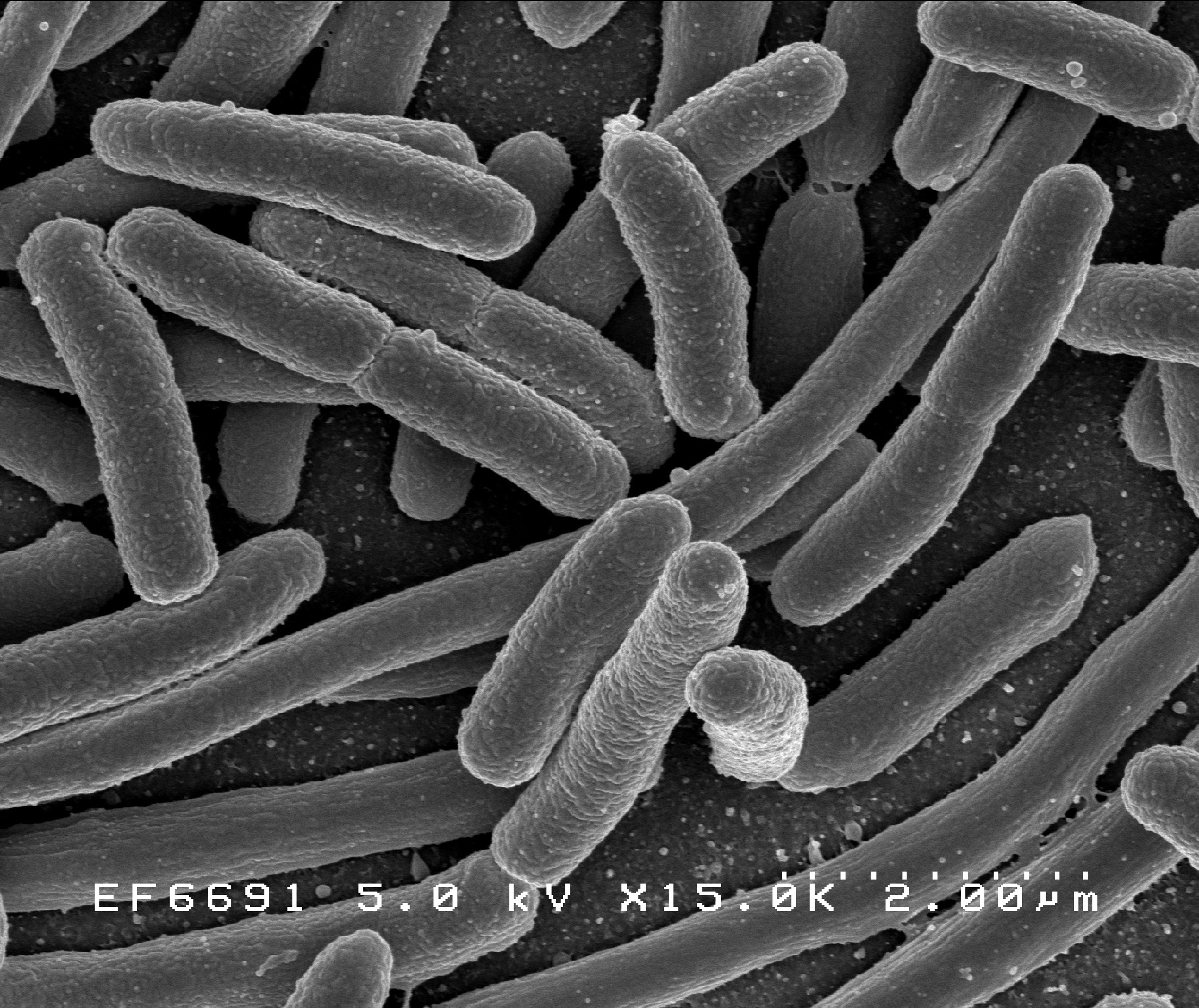
大腸桿菌（Escherichia coli）是人體腸道多個细菌物種的其中一種。

腸道菌群或肠道菌相，又称肠道菌群系（gut microbiome）、肠道菌区系（gut microbiota），是定居于肠道中的细菌或真菌等正常菌群（normal flora）及其所生活的环境。肠道菌群通过影响食物消化吸收、调控机体免疫和维护肠黏膜屏障，参与维持人体功能和肠道内环境的稳定。
肠道菌群包括人類及人類以外動物（含昆蟲）的消化道內生存的微生物複雜群落。腸道宏基因組（metagenome）是腸道微生物群的所有基因組的聚集體。在人體內，腸道是人類微生物群系中的一個利基生态位。

## 肠道菌群的功能
当1995年肠道菌群研究起步时，学界认为其具有三大关键功能：直接防御病原体、通过促进肠道上皮发育与维持并诱导抗体产生来增强宿主防御能力，以及代谢食物中难以消化的化合物。后续研究揭示了其在免疫系统发育训练中的作用，而更深入的研究则聚焦于其在肠-脑轴中的功能。肠道微生物群不仅影响肠道健康，还通过"肠-肺轴"机制参与全身免疫调节，包括与肺部免疫环境的相互作用。
與一般商業上應用單一物種的益生菌相比，人類腸道微生物的生物多樣性一旦降低，會影響其宿主的消化功能。所以現時有研究利用多種益生菌的活生物製劑去模擬腸道菌群的多樣性，以加強益生菌對人體的功效。人體內的細菌種類多達3萬種、數量約100兆至1000兆。
肠道微生物群参与消化及免疫调节，并通过肠-脑轴线发挥作用——短链脂肪酸和神经递质等微生物代谢物可通过该途径影响大脑功能与行为。肠-脑轴是指胃肠道与中枢神经系统之间的生化信号传导系统，该定义现已扩展至包含肠道菌群在交互中的作用。学界有时使用"微生物组-脑轴"这一术语来明确强调肠道菌群参与的调控机制。广义的肠-脑轴涵盖：中枢神经系统、神经内分泌与神经免疫系统（包括下丘脑-垂体-肾上腺轴/HPA轴）、自主神经系统的交感与副交感分支（含肠神经系统）、迷走神经以及肠道微生物群落。

## 不同年齡中的腸道菌群
透過陰道分娩的嬰兒腸道微菌叢和媽媽腸道以及陰道微菌叢是相似的，在斷奶後嬰兒腸道微菌叢的組成會開始變得比較像成人腸道內的微菌叢，且嬰兒腸道微菌叢會在此時快速並多元化的發展，這種快速發展腸道微菌叢的現象大約會在1～5歲時變得比較趨緩一些，這時期的兒童腸道微菌叢雖然沒有像成人腸道微菌叢有那麼多樣化的種類，但比起嬰兒時期卻會變得更穩定，也會發展出更多能夠幫助生理正常運作的菌種，像是可以生產丁酸鹽(butyrate)的菌種就可以調節免疫功能。當兒童成長到青少年前期(preadolescence, 7～12歲)，腸道內微菌叢數會漸漸趨近成人的數量，但細菌的菌種會稍微有些不同，相較成年人，青少年前期會發展出更多能夠幫助葉酸(folate)以及維他命B12合成的菌種（嬰兒體內也會有較多能合成葉酸的菌種），而當人們成年時，腸道微菌叢的優勢菌種才會變成前一段落中提到的厚壁菌門和擬桿菌門，即便如此，每個人腸道內的微菌叢還是相當不同的且獨特的。到了老年期，腸道微菌叢多樣性會下降，同時也會變得比較不穩定，這種現象被認為與老年人的免疫力下降是具有相關性的。

## 參看
- 人类微生物组计划
  - 皮膚菌群
  - 陰道菌群